# Giovanni Francesco Gemelli Careri
Giovanni Francesco Gemelli Careri (Radicena, 15-17 ottobre 1648 – Napoli, 25 luglio 1724) è stato un giurista, avventuriero e viaggiatore italiano.

## Biografia
Originario di Radicena nel Ducato di Terranova (l'odierna Taurianova), compì gli studi a Napoli presso un collegio di Gesuiti e ottenne il dottorato in Giurisprudenza.
Completati gli studi decise di rimanere a Napoli dove entrò nella Giudicatura del regno e nella quale lavorò per parecchi anni. In seguito, a causa di persecuzioni dovute al lavoro, fu costretto ad abbandonare nel 1685 per un anno nel corso del quale decise di fare un viaggio in Europa (Francia, Spagna, Germania e Ungheria, dove trovò il modo di procurarsi una ferita, combattendo contro i turchi che assediavano Buda).
Tornato a Napoli nel 1687, scrisse sotto forma di lettere e con la collaborazione di Matteo Egizio, archeologo napoletano, una "Relazione delle Campagne d'Ungheria" (1689) e "Viaggi in Europa" (1693).
A Napoli rientrò nella Giudicatura del Regno dove però gli furono precluse cariche prestigiose malgrado Gemelli Careri fosse di origine aristocratica. Le ambizioni continuamente frustrate lo portarono ad una rottura con la carriera giuridica e il 14 giugno 1693 si imbarcò per il viaggio intorno al mondo in una nave diretta a Levante. Partì da Napoli, fermandosi in Calabria per salutare il fratello e poi da Palmi, passando per Messina e Malta, raggiungendo l'Egitto, visitando i luoghi Santi, Costantinopoli, l'Armenia, la Persia, addentrandosi in India e in Cina; di lì passò alle Filippine, alle isole Marianne  e poi attraverso il Pacifico, si recò in Messico poi a Cuba; infine navigando sull'Atlantico, giunse in Spagna, donde attraverso la Francia rientrò in Italia. Sbarcò a Napoli il 4 dicembre 1698 dopo cinque anni e mezzo dalla partenza. Visse molti anni in Casalnuovo, provincia di Napoli, a quei tempi piccolo villaggio. 
Il suo viaggio attorno al mondo venne intrapreso apparentemente per diletto.
Pur essendo ricco non aveva potuto disporre di grandi mezzi, e perciò aveva compiuto il grande viaggio da solo, commerciando, come lui stesso racconta nei suoi scritti, lungo il viaggio.
Nel 1699 pubblicò a Napoli il resoconto dei suoi viaggi in sei volumi dal titolo Giro del Mondo del dottor D. Gio. Francesco Gemelli Careri. Il libro ebbe molto successo e aprì al suo autore le porte della Giudicatura: venne nominato giudice della Vicaria fino alla sua morte, il 25 luglio 1724.

## Giro del Mondo del dottor D. Gio. Francesco Gemelli Careri
La pubblicazione in 6 volumi del suo racconto di viaggio avvenne a Napoli fra il 1699 e il 1700. Il libro ebbe un grande successo e alla prima edizione ne seguirono altre cinque in lingua italiana, una prima traduzione inglese nel 1704 e due edizioni in francese nel 1719 e nel 1727.
Fu proprio dalla Francia che arrivarono le prime critiche alla pubblicazione di Gemelli Careri. Risultò evidente dalla disamina dei sei volumi, ricchi di dettagliate descrizioni, che molti passi erano stati copiati da altre pubblicazioni, identificate dagli studiosi. Queste critiche portarono il pubblico a considerare l'intera opera di Gemelli Careri come un'opera di fantasia o un plagio. Se numerose descrizioni sono frutto di furti letterari, è indubbio che l'intera opera riposa su una reale esperienza di viaggio dell'autore: fonti locali narrano del passaggio a Pechino del viaggiatore calabrese, ad esempio.

## Opere
- Viaggi per Europa del dottor D. Gio: Francesco Gemelli Careri. Divisati in varie lettere familiari, scritte al sig. consigl. Amato Danio, Giuseppe Roselli, Napoli 1701.
- Giro del Mondo del dottor D. Gio. Francesco Gemelli Careri (Prima edizione stampata a Napoli, 1699-1700, in 6 voll.)

1. Parte prima contenente le cose più ragguardevoli vedute nella Turchia ( Leggi su Wikisource).
2. Parte seconda contenente le cose più ragguardevoli vedute nella Persia ( Leggi su Wikisource).
3. Parte terza contenente le cose più ragguardevoli vedute nell'Indostan ( Leggi su Wikisource).
4. Parte quarta contenente le cose più ragguardevoli vedute nella Cina ( Leggi su Wikisource).
5. Parte quinta contenente le cose più ragguardevoli vedute nelle isole Filippine ( Leggi su Wikisource).
6. Parte sesta contenente le cose più ragguardevoli vedute nella Nuova Spagna ( Leggi su Wikisource).